# Vincent Ri Pyung-ho
Vincent Ri Pyung-ho (coreano 이병호, nascido em 10 de março de 1941 em Jeonju, Coreia do Sul) é um clérigo sul-coreano e bispo católico romano emérito de Jeonju.
Vincent Ri Pyung-ho recebeu o Sacramento da Ordem em 15 de dezembro de 1969.
Em 8 de fevereiro de 1990, o Papa João Paulo II o nomeou Bispo de Jeonju. O arcebispo de Seul, cardeal Stephen Kim Sou-hwan, o consagrou bispo em 3 de abril do mesmo ano; Os co-consagradores foram o Arcebispo de Gwangju, Victorinus Youn Kong-hi, e o Bispo de Suwon, Angelo Kim Nam-su.
Em 14 de março de 2017, o Papa Francisco aceitou sua aposentadoria por motivos de idade.